# Antoine Delfosse
 (décembre 2018).
Si vous disposez d'ouvrages ou d'articles de référence ou si vous connaissez des sites web de qualité traitant du thème abordé ici, merci de compléter l'article en donnant les références utiles à sa vérifiabilité et en les liant à la section « Notes et références ».
Antoine Delfosse, né à Opprebais (à Sart-Risbart) le 25 juin 1895 et mort à Liège le 5 juin 1980, est un homme politique belge catholique de tendance démocrate-chrétienne et un militant wallon.

## Biographie

### Formation et études
Antoine Delfosse, après avoir terminé ses études secondaires au Collège Notre-Dame de la Paix à Namur, entama un cursus universitaire à l’Université de Liège pour lequel il obtiendra un doctorat en droit en 1920 et par la suite, un doctorat en philosophie et lettres (philologie classique). Il est inscrit au barreau de Liège (1920) et plaidera à la Cour d’appel de cette même ville.

### Carrière politique
Pendant de nombreuses années, il fut président de la Fédération des Mutualités chrétiennes de la province de Liège. Par la suite, il siège au Conseil provincial dans sa ville natale (1929-1939) puis à la Chambre en tant que député démocrate-chrétien de l’arrondissement de Liège, de 1939 à juin 1945.
Président de la Ligue des Travailleurs chrétiens liégeoise (LTC) peu avant 1940, il a été également ministre du Travail et de la Prévoyance sociale d’avril à septembre 1939 et remplit comme charge le portefeuille du Ravitaillement et de la Résorption du chômage jusqu’au 5 janvier 1940 puis le portefeuille des Communications, PTT et INR, jusqu’à l'invasion allemande survenue le 10 mai 1940.
Dans les années 1930, le débat sur la démocratie bat son plein et c'est dans ce contexte qu'Antoine Delfosse publie en novembre 1934 dans La Terre wallonne un article où il analyse le régime corporatiste de Salazar, déplorant seulement ou surtout l'existence d'un syndicat unique. Dans cet ouvrage, il y présente l'expérience portugaise en tant que contribution à la réforme de l’État dans lequel, il qualifie le régime de Salazar comme antiparlementaire. La revue a l'habitude de laisser une grande liberté à ses collaborateurs mais place en note une phrase où elle se désolidarise de ces idées.

## Résistance durant la Seconde Guerre mondiale
Malgré ses sympathies pour certains aspects des régimes autoritaires, Antoine Delfosse s'engage dans la Résistance au sein du réseau Clarence, réseau de renseignement. Il est aussi rédacteur du journal clandestin l'Espoir ainsi qu'organisateur, en fin des années 1940, de l'Armée belge de la Libération (A.L.) qui est un mouvement de résistance de tendance démocrate-chrétienne, créée à Liège par des militants de la Résistance dont Antoine Delfosse jusqu'en 1942 où il cédera sa place à Pierre Clerdent. 
En juin 1942, après l’arrestation de quelques uns de ses amis proches, notamment de l’avocat Nicolas Monami, Antoine Delfosse avait été coupé de ses collègues par l'avance allemande. Demeuré en pays occupé, acteur d'un mouvement de résistance appuyé sur les milieux démocrates-chrétiens de Liège, il rejoint l'Angleterre et plus précisément sa capitale, Londres en octobre 1942. Il réintègre le gouvernement belge exilé à Londres où il devient ministre de la Justice, de l'Information nationale et de la Propagande (octobre 1942-1944), où il prépare notamment la répression et l’épuration de l’après-guerre. Pour la fonction de la propagande, Antoine Delfosse succède à Paul-Henri Spaak qui en était chargé, il utilise notamment la RNB (Radiodiffusion nationale belge) qui est la radio officielle du gouvernement belge en exil, comme moyen de dissuasion à l'encontre de la propagande allemande. Il exerce son action dans ce domaine par l'intermédiaire du Ministère des Affaires étrangères avec lequel il reste en contact car il n'a pas de représentants directs à l'étranger.
Il est alors à ce moment le seul ministre du gouvernement exilé à avoir connu la Belgique occupée.

### Rôle dans le gouvernement belge exilé à Londres
Le gouvernement belge exilé en Grande-Bretagne, nommé le Gouvernement Pierlot IV dans lequel participe Antoine Delfosse est présidé durant les années 1940 jusque 1944 par Hubert Pierlot et comprend des ministres comme Paul-Henri Spaak, Camille Gutt, August De Schryver, Henri J. Denis et d'autres. Ce gouvernement n'avait pas attendu la fin de la guerre et la chute des armées allemandes pour délibérer sur le sort réservé aux gens ayant failli au sens civique. La question de la répression des crimes commis contre la Sûreté de l’État avait déjà été débattue à Londres. Jusqu'à la fin de 1942, il n'était pas prévu de sanctions sévères à l'égard des actes d'incivisme. L'arrivée à Londres d'Antoine Delfosse changea la donne car il succéda comme ministre de la Justice à Auguste De Vleeschauwer lors de cette même année ce qui marqua un tournant dans les opinions plus ou moins modérée des ministres du gouvernement exilé vis-à-vis de la collaboration qui eux, n'avaient pas connu l'invasion allemande en Belgique.
Antoine Delfosse arriva à Londres avec des informations importantes de Belgique qui allaient convaincre le Gouvernement Pierlot à une radicalisation dans la répression de la collaboration. Jusqu'alors le gouvernement résidant à Londres n'avait pas une vision correcte sur la réalité de l'Occupation et cela ne correspondait pas à la situation du pays.
Avec la nomination d'Antoine Delfosse en tant que ministre de la Justice et avec l'arrivée de William Ugeux, ayant la confiance de Pierlot, les relations entre la Sûreté et le Gouvernement reprendront sur de meilleures bases.

## U.D.B. (Union démocratique belge)
Certains projets conçus à Londres pendant la Seconde Guerre mondiale, à peine après la libération du pays, voient jour. Tel est le cas d'une force politique travailliste : l'Union démocratique belge (UDB), née officiellement le 24 septembre 1944 à l'initiative de Pierre Clerdent et Antoine Delfosse. Ce dernier assure la présidence du parti, constitué comme tel le 17 juin 1945. Quelques jours plus tard, il démissionne du Parti catholique à la Chambre.
Selon lui, l'Union démocratique belge « n'est pas un nouveau parti. Elle est un mouvement d'idées qui vise à forcer les anciens partis d'inspiration parlementaire à se regrouper autour d'un programme précis de réalisations immédiates d'ordre gouvernemental. Elle pose un certain nombre d'exigences d'ordre social, économique, national, spirituel et elle constate qu'un très grand nombre de Belges appartenant aux anciens partis sont d'accord sur ces exigences. Elle leur demande de faire abstraction de ce qui les divisait hier et de s'entendre sur des formules concrètes qui permettent de dégager la majorité de progrès social et de réformes politiques, qui seule peut assurer un gouvernement stable dans le pays tout entier à reconstruire et à réorganiser ». Une de ses affirmations marquantes et célèbres lors de ses meetings au parti : « les résistants ont le droit de gouverner maintenant dans le pays ».
L'UDB est vu comme étant de gauche et de tendance démocrate-chrétienne, l'UDB veut par exemple l'abdication du roi Léopold III, ou du moins est hostile à son retour (voir Question royale). Antoine Delfosse a encore l'occasion d'exprimer à la Chambre son opposition au retour de Léopold III le 25 juillet 1945.
Paul-Henri Spaak, son ancien collègue du Gouvernement Pierlot, proposa à Antoine Delfosse de faire participer l'UDB. à un gouvernement de coalition en juillet 1945 mais une lourde défaite électorale lors des législatives de février 1946 a pour conséquence que le parti se dissout progressivement. En juin de la même année, Antoine Delfosse démissionne de son poste de président du parti.

## Vie d'après-guerre
Il participera au Congrès national wallon de 1945, et à celui de 1946, en tant que membre du comité provincial liégeois de Rénovation wallonne, il y exprime ses réserves vis-à-vis du fédéralisme trop avancé que prône le Congrès à ce moment. Lors de cette représentation, il est chargé de défendre la thèse d’un « régionalisme fédéral assurant à la Wallonie une part égale d’influence au niveau central et un large champ d’autonomie au niveau régional ».
À l'issue de ce Congrès national wallon en 1945, Antoine Delfosse est nommé comme membre de la Commission des questions constitutionnelles avec comme fonction de répondre à la question du fédéralisme adopté par les congressistes en Belgique. 
Cependant, lors du Congrès wallon de 1946, Antoine Delfosse et d'autres membres de la Rénovation Wallonne, ne se prononcent pas sur le vote du projet formel de fédéralisme soumis. La raison de cette abstention est transmise à la presse, à savoir, le principe de la confédération d’États et le droit de sécession.
Il milite encore pour les Fourons en 1962 en tant que membre du Comité de Défense des Libertés démocratiques qui organise, le 17 mars de cette même année, une manifestation pour le retour de la commune des Fourons à la province de Liège. Antoine Delfosse préside un congrès de Rénovation wallonne le 13 janvier 1962 qui se tient à Namur. Il participe aux tentatives de rapprochement entre ce mouvement et le Mouvement populaire wallon dans l'optique du Rassemblement des progressistes, qui n'auront pas de suites.
Deux ans plus tard, Antoine Delfosse s'invite dans le Comité d'Action travailliste créé par le syndicaliste, André Genot, membre du Mouvement populaire Wallon et son compère de la Rénovation wallonne, Robert Royer. Le projet ne dura pas longtemps, une seule réunion a eu lieu, le 23 mars à Namur. Dix ans plus tard, le projet renaîtra.

## Publications
- (en) Belgian ministry of Information (préf. Antoine Delfosse), The Underground press in Belgium, London, Redhill, printed by Love and Malcomson, 1944 (BNF 32010855)

### Articles
- « L'expérience portugaise : contribution à la réforme de l'État », La Terre wallonne,‎ 1934-1935

### Ouvrages
- Wilfried Beerten (trad. Maurice Galderoux), Le rêve travailliste en Belgique : histoire de l'UDB, 1944-1947, Bruxelles, Vie ouvrière, 1990, 224 p.
- Paul Delforge (dir.), Philippe Destatte (dir.) et Micheline Libon (dir.), Encyclopédie du mouvement wallon, t. 1, Institut Jules Destrée, mars 2000
- Antoine Delfosse, Aul Aron, José Gotovitch, Dictionnaire de la Seconde Guerre mondiale en Belgique, Bruxelles, Éditions André Versaille, 2008, 527 p. (ISBN 978-2-87495-001-8, BNF 41257238)
- Eddy de Bruyne, Moi, Führer des Wallons, Bruxelles, Éditions Luc Pire, 2016, 381 p. (ASIN B01FJWHRQ8)
- Emmanuel Debruyne, La guerre secrète des espions belges : 1940-1944, Bruxelles, éditions Racine, 2008, 398 p.
- Hervé Hasquin (dir.), Dictionnaire d'histoire de Belgique, vingt siècles d'institutions : les hommes, les institutions, les faits, le Congo belge et le Ruanda-Urundi, Bruxelles, Didier Hatier, 2000
- Luc Huyse et Steven Dhondt (trad. Serge Govaert), La répression des collaborations [« Onverwerkt verleden »], Bruxelles, CRISP, 1993, 345 p. (BNF 37415530)
- Paul Struye et Guillaume Jacquemyns, La Belgique sous l'occupation allemande (1940-1944), Bruxelles, Ed. Complexe, 2002, 288 p. (ISBN 978-2-87027-940-3)
- (nl) Lawrence Van Haecke, Repressie en epuratie. De bescherming van de uitwendige veiligheid van de Staat Als Politiek-Juridisch Probleem Tijdens de Belgische Regimecrisis (1932-1948) (thèse de doctorat), Universiteit Gent, janvier 2014

### Articles
- Florence Gillet, « La mission Cauvin. La propagande coloniale du gouvernement belge aux Etats-Unis pendant le Seconde Guerre mondiale », Cahiers d'Histoire du Temps présent, no 15,‎ 2005, p. 357-383 (lire en ligne)
- Jean Stengers, « Sur l'histoire du gouvernement belge de Londres », Revue belge de Philologie et d'Histoire,‎ 2000, p. 1009-1022 (lire en ligne)
- Jean-Claude Willame, « L'union démocratique belge (U.D.B.). Essai de création "travailliste" », Courrier hebdomadaire du CRISP,‎ 1976, p. 1-43 (DOI 10.3917/cris.743.0001, lire en ligne)